# Metro de Santiago

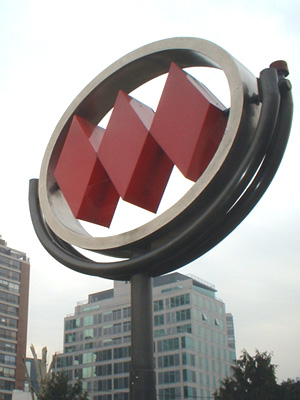
Symbol der Metro de Santiago

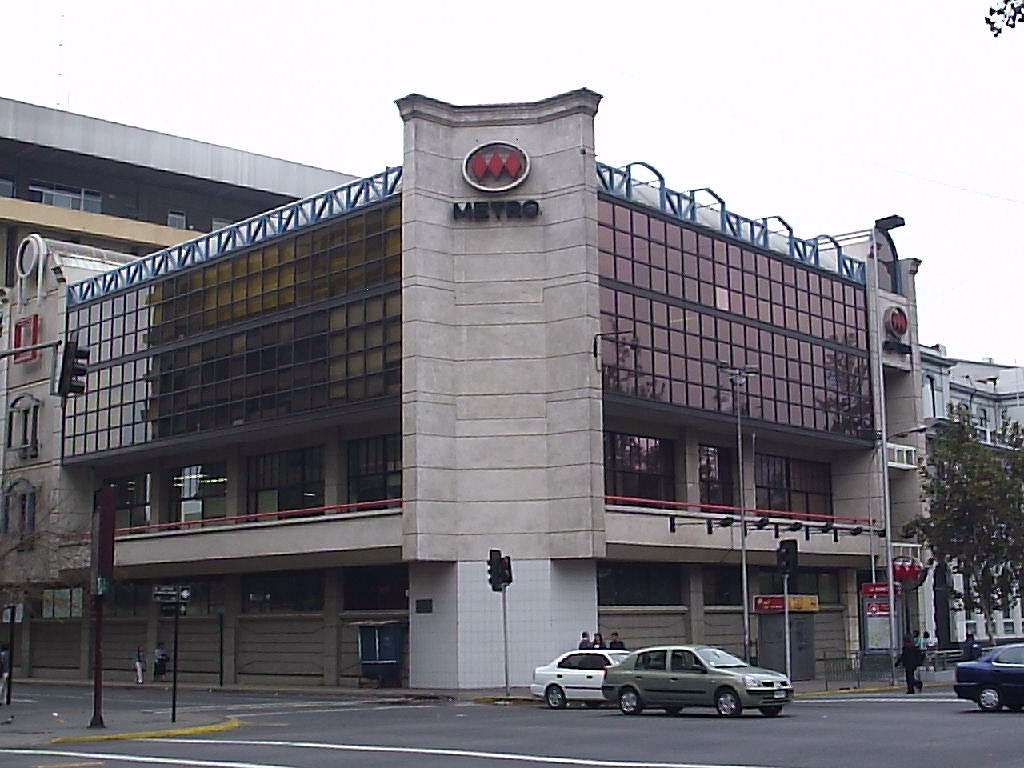
Das Verwaltungsgebäude der Metro S.A. an der Kreuzung Alameda / Lord Cochrane

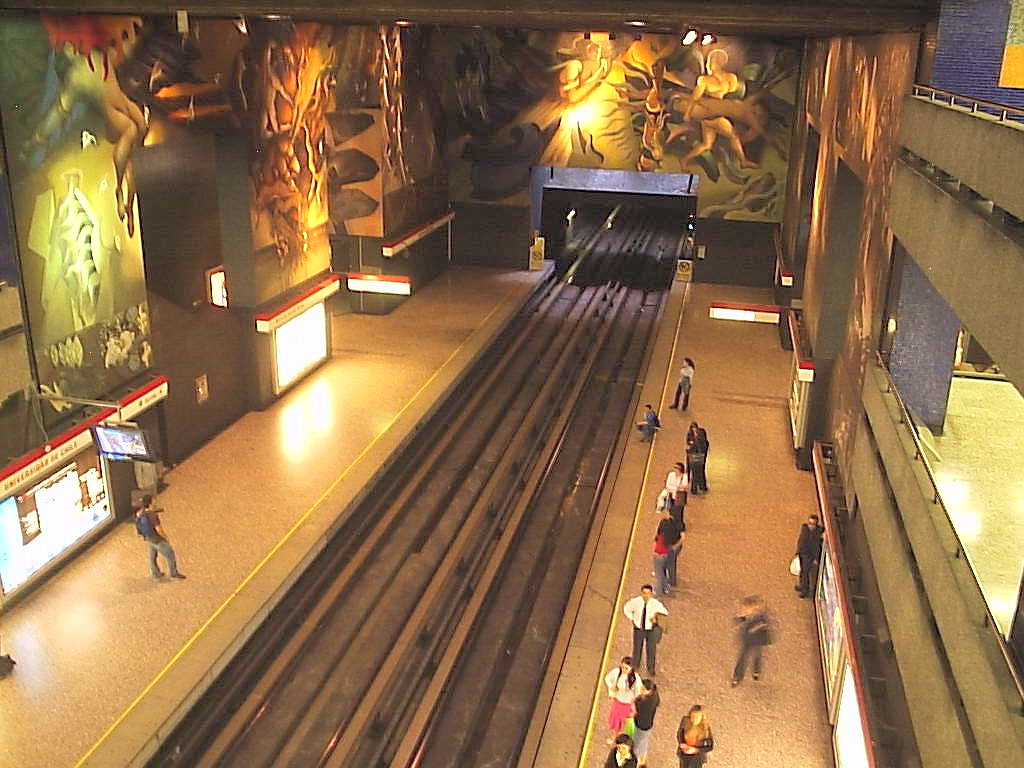
Der U-Bahnhof Universidad de Chile (1)

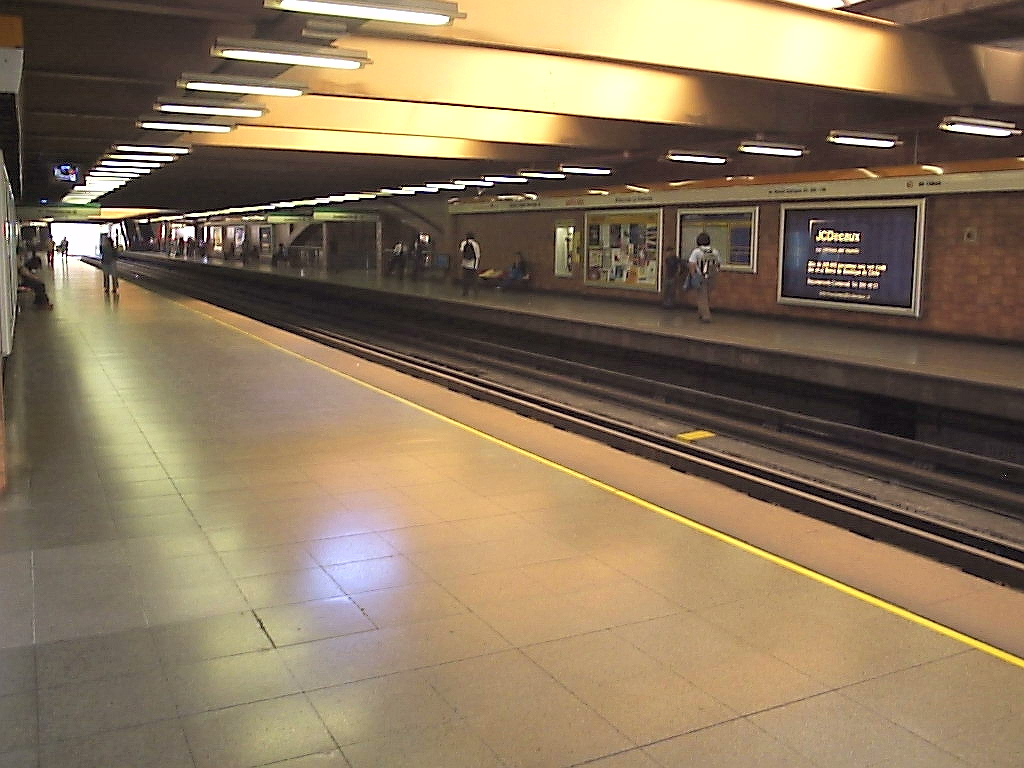
Der U-Bahnhof Santa Ana (2) ist Kreuzungsbahnhof mit der Linie 5

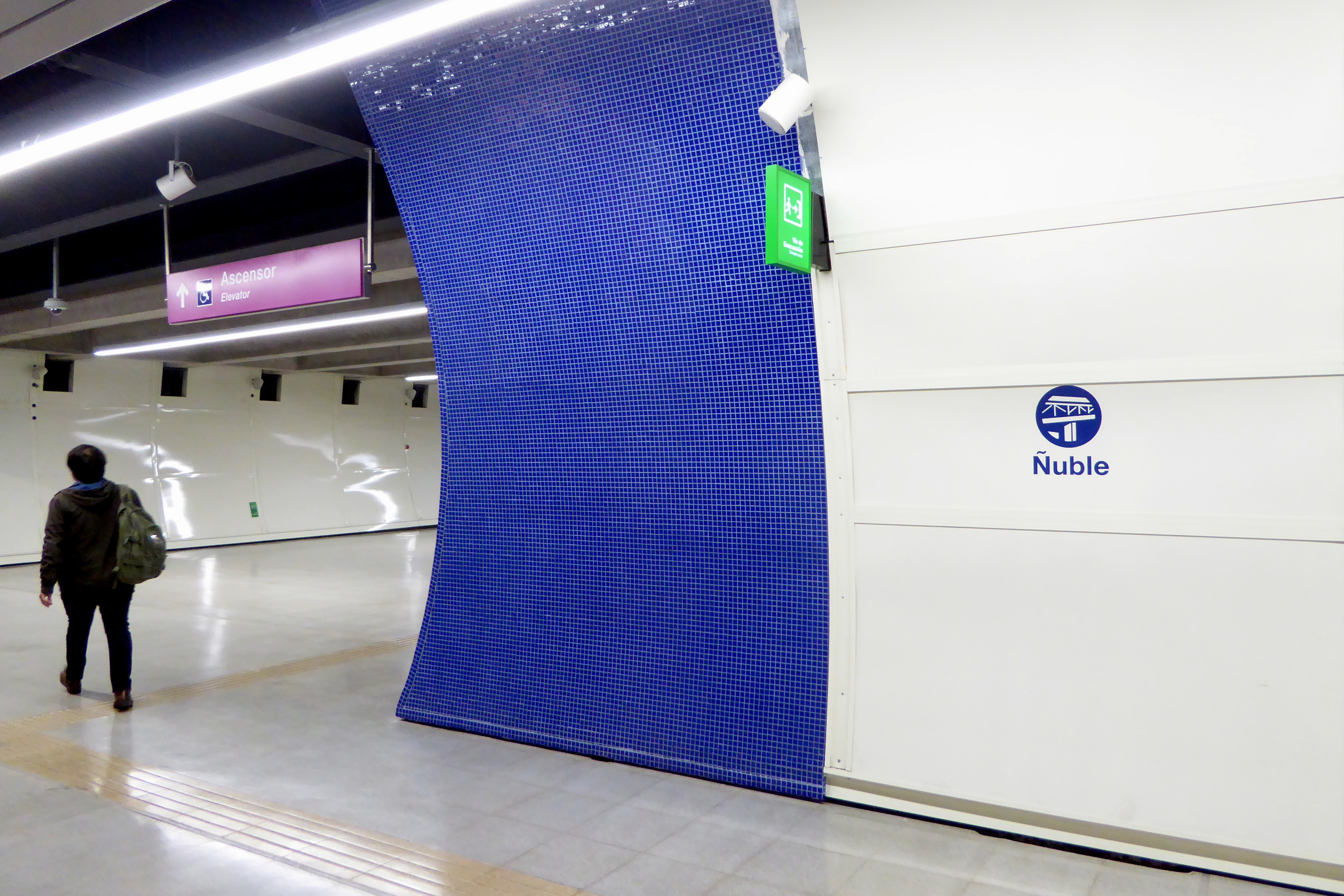
Die U-Bahn-Station Ñuble (6) ist Kreuzungsbahnhof mit der Linie 5

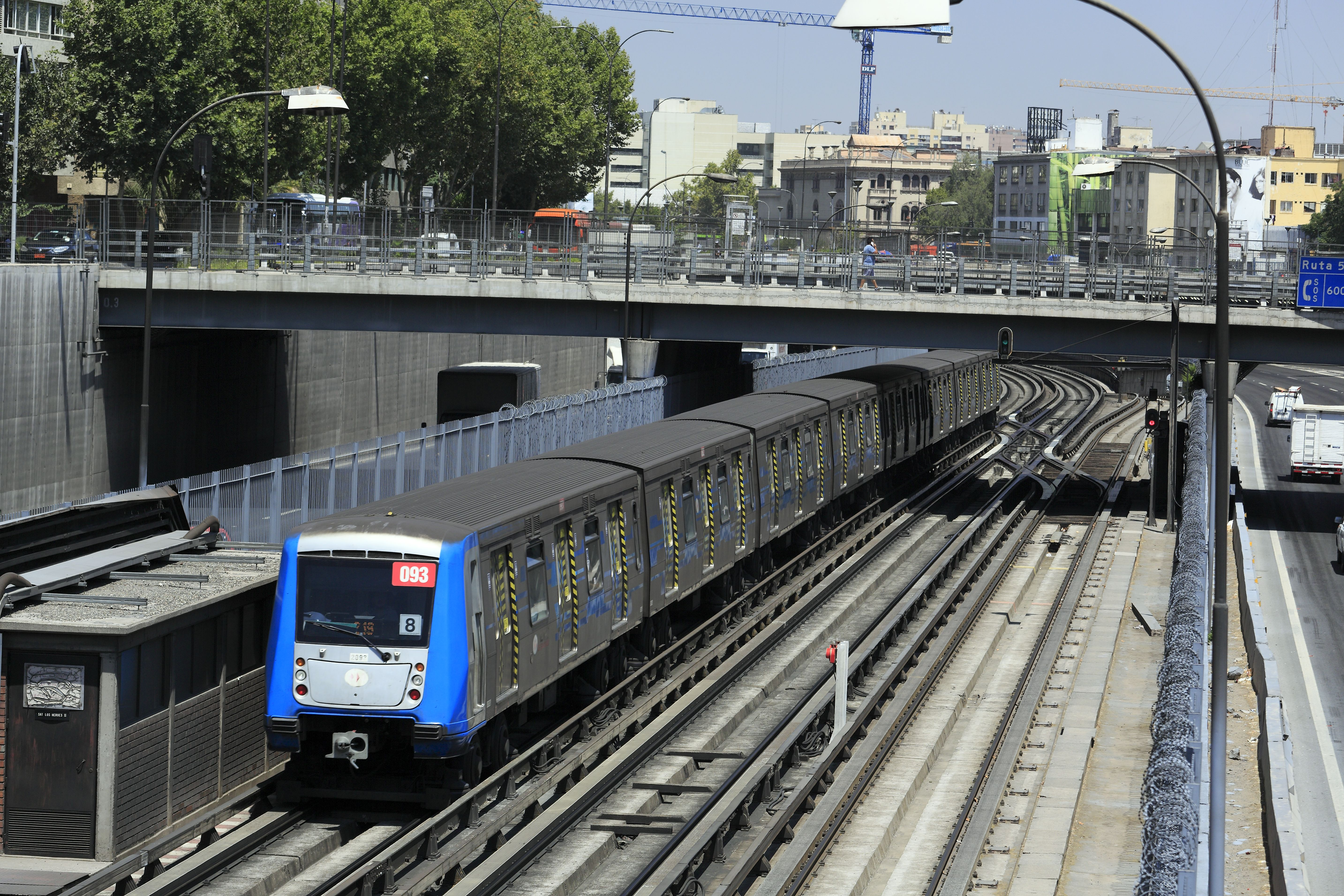
Linie 2 im Mittelstreifen der »Autopista Central« zwischen Calle Agustinas und Bahnhof Los Héroes, das zusätzliche Gleis rechts ist eine Verbindung mit und zwischen den Linien 1 unter der Avenida Alameda und der Linie 5 unter der Calle Catedral

Das U-Bahn-Netz in der chilenischen Hauptstadt Santiago de Chile (spanisch Metro de Santiago de Chile) ist das größte U-Bahn-Netz Südamerikas und drittälteste nach Buenos Aires und São Paulo. Es erschließt große Teile der Hauptstadtregion. Das Streckennetz umfasst 143 U-Bahn-Stationen auf 149 Kilometern. Für den Einsatz auf den sieben Linien stehen 245 Züge bereit (Stand 2021). Sie wurden geliefert von Alstom, Concarril und CAF.
Betreiber ist die Empresa de Transporte de Pasajeros Metro S.A., meistens als Metro S.A. bezeichnet. Es handelt sich dabei um eine Aktiengesellschaft, deren Kapital sich aber vollständig in staatlicher Hand befindet.
Die Metro wird von den Bewohnern Santiagos nicht nur als Transportsystem, sondern auch als ihr kulturelles Erbe angesehen. Die U-Bahn-Station Universidad de Chile besitzt ein großflächiges Wandgemälde von Mario Toral, das die Geschichte des Landes darstellt. Andere Kunstwerke befinden sich in den U-Bahnhöfen Baquedano, Bellas Artes, Santa Lucía (portugiesische Azulejos, ein Geschenk der Metro Lissabon), República sowie in vielen anderen Stationen.

## Geschichte und Entwicklung
Die Metro de Santiago wurde 1968 während der Regierungszeit von Eduardo Frei Montalva konzipiert und am 15. September 1975 von Diktator Augusto Pinochet eröffnet. Sie wurde durch ein französisch-chilenisches Konsortium BCEOM SOFRETU CADE gebaut, das zuvor eine internationale Ausschreibung gewonnen hatte.
Zunächst wurde das von der Pariser Metro bekannte System mit zusätzlichen luftbereiften Rädern auf Betonlaufbahnen außerhalb der regelspurigen Fahrschienen mit Führung und Stromzuführung über beidseitige, von der Seite bestrichene Stromschienen angewendet.
Die technische Einheit des Streckennetzes ging aber bald verloren, die Linien 4 und 4A wurden als klassische Zweischienenbahnen ohne zusätzliche Luftbereifung und einseitig angeordneten, von oben bestrichenen Stromschienen gebaut. Die Linie 6 erhielt außerdem Oberleitungen und Wagen mit Dachstromabnehmern. Nicht alle Strecken verlaufen im Tunnel, auf den Linien 2, 4, 4A und 5 gibt es ebenerdige und Hochbahnabschnitte.

### Linie 1

Linie 1

Der erste Teilabschnitt der Linie 1, wurde 1975 als erste U-Bahn-Strecke Santiagos eröffnet und führt von San Pablo unter der repräsentativen Hauptstraße Santiagos, der Avenida Libertador General Bernardo O’Higgins bis La Moneda. Im Jahr 1977 wurde diese Linie bis zur Station Salvador, 1980 bis Escuela Militar und 2010 bis Los Dominicos verlängert.

### Linie 2

Linie 2 mit roten und grünen Stationen

Die Linie 2 wurde im März 1978 als zweite U-Bahn-Linie auf dem Streckenabschnitt zwischen Los Héroes und Franklin eröffnet. Im Dezember des gleichen Jahres wurde diese Linie bis zur Station Lo Ovalle in 1987 bis Puente Cal y Canto und im September 2004 bis Cerro Blanco verlängert. Am 22. Dezember 2004 wurde die südliche Verlängerung bis zur Station La Cisterna eröffnet. Mit dieser Strecke wurde die erste Ausbauphase der Metro während der Regierungszeit von Ricardo Lagos Escobar abgeschlossen. Seit Dezember 2006 führt die Linie 2 im Norden bis Vespucio Norte. Eine weitere Verlängerung ist geplant.

### Linie 3

Linie 3

Die Linie 3 ging als zweite vollautomatische und fahrerlose Linie Santiagos am 22. Januar 2019 in Betrieb. Der erste Bauabschnitt verbindet über 21,7 Kilometer Los Libertadores im Norden der Stadt mit La Reina im Osten durch die Bezirke Conchalí, Independencia, Santiago Centro und Ñuñoa. Damit entstanden Umsteigemöglichkeiten zur Linie 1 in Universidad de Chile, zur Linie 2 in Cal y Canto, zur Linie 5 in Plaza de Armas und Irarrázaval, zur Linie 6 in Ñuñoa und zur Linie 4 in Plaza Egaña. Die Strecke erhielt in Los Libertadores eine eigene Betriebswerkstatt, der östliche Endpunkt ist Fernando Castillo Velasco. Im September 2023 ist im Nordwesten eine Streckenverlängerung über 3,8 Kilometer mit drei Stationen von Los Libertadores bis zum Bahnhof Plaza de Quilicura in Betrieb genommen worden.
Auf der 25,5 Kilometer langen Strecke liegen 21 Stationen. Eine Fahrt dauert 34 Minuten.
Es werden 22 Stück der gleichen fünfteiligen Züge vom Typ AS 2014 eingesetzt, die auf Linie 6 verkehren und von CAF geliefert wurden. Die 120 Meter langen Züge haben eine Kapazität von 1285 Fahrgästen und sind für eine Höchstgeschwindigkeit von 80 km/h ausgelegt.
Wenn 2026 die Linien 7, 8 und 9 in Betrieb gehen, werden in den Bahnhöfen Puente Cal y Canto, Matta und Chile España weitere Umsteigemöglichkeiten entstehen.

### Linie 4

Linie 4 mit roten und grünen Stationen

Die Linie 4 wurde als klassische Zweischienenbahn mit von oben bestrichenen Stromschienen 2005 eröffnet. Die Betriebswerkstatt, die auch die Wagen der Linie 4A betreut, liegt zwischen den Bahnhöfen Quillín und Las Torres.

### Linie 4A

Linie 4A

Die Linie 4A zweigt am Bahnhof Vicuña Mackenna von der Linie 4 ab und verläuft überwiegend oberirdisch auf dem Mittelstreifen des südlichen Autobahnrings. Sie ist die kürzeste Linie, das System mit Stahlradsätzen und von oben bestrichenen Stromschienen entspricht der Linie 4. Die Linie berührt das Stadtzentrum nicht, sondern führt vom Geschäftszentrum La Cisterna im Süden der Stadt tangential in den Vorort Puente Alto.

### Linie 5

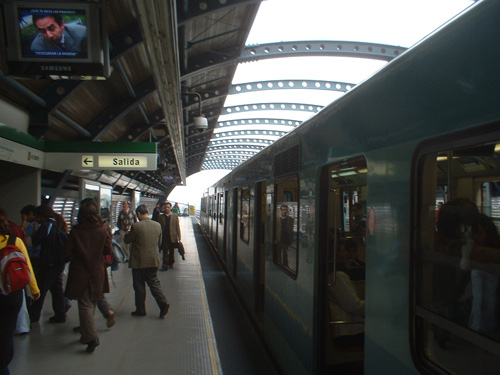
Linie 5: Ein Bahnsteig der Station San Joaquin

Linie 5 mit roten und grünen Stationen

Die Linie 5 konnte im April 1997 als dritte U-Bahn-Linie in Betrieb genommen werden. Ihr erster Streckenabschnitt führte von der Station Baquedano bis Bellavista de La Florida. Im März 2000 wurde sie bis Santa Ana, im März 2004 bis Quinta Normal, 2010 bis Pudahuel und 2011 bis Plaza de Maipú verlängert. Diese Endstation befindet sich unter der Plaza de Armas de Maipú in Maipú.
An der 30 km langen Strecke gibt es 30 Stationen, welche sich in den Gemeinden Maipú, Pudahuel, Lo Prado, Quinta Normal, Santiago de Chile, Providencia, Ñuñoa, Macul, San Joaquín und Florida befinden.

### Linie 6

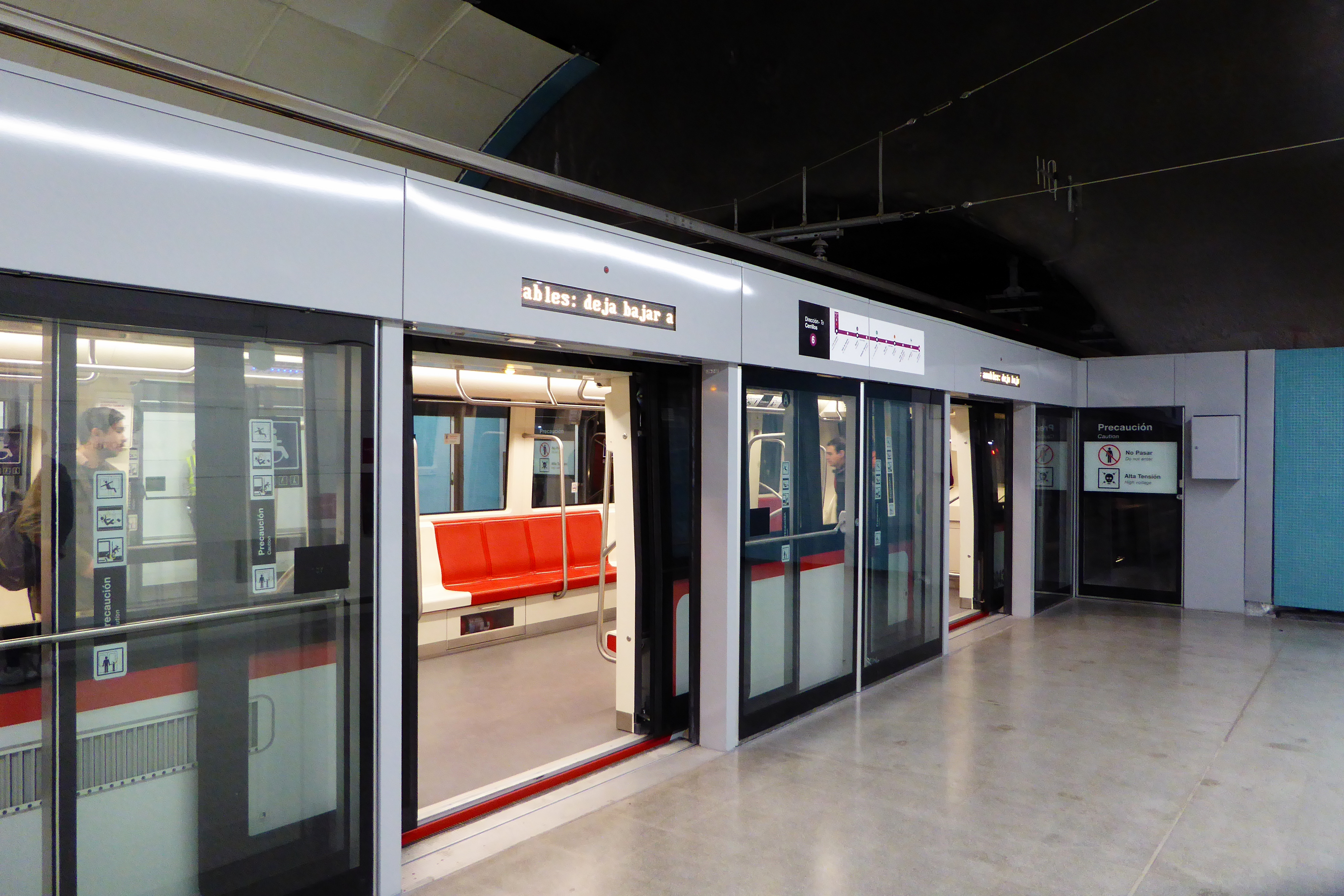
Auch der Bahnsteig der Station Los Leones ist mit Bahnsteigtüren gesichert

Linie 6

Die Linie 6 wurde im November 2017 als erste vollautomatische, fahrerlose U-Bahn-Linie in Betrieb genommen. Neben Umsteigemöglichkeiten zu den Linien 1, 2, 3 und 5 gibt es am Haltepunkt Lo Valledor einen Übergang zur Regionalbahnlinie Metrotren Nos. Die 15,3 km lange Strecke hat zehn Stationen. Die Strecke ist wie die der Linie 4 und 4A eine regelspurige Zweischienenbahn, die Stromversorgung erfolgt jedoch über eine Oberleitung in Form von Deckenstromschienen. Die Betriebswerkstatt der Linie 6 liegt westlich des Endpunktes Cerillos.
Das spanische Unternehmen CAF lieferte für diese Linie 15 durchgehend begehbare Fünfwagenzüge der Reihe AS 2014 mit einem Fassungsvermögen von 1285 Fahrgästen.

### Chronologie: Inbetriebnahme der einzelnen Streckenabschnitte
| Linie                                      | Strecke                                      | Länge   | Stationen | Eröffnung        | Lage      |
| ------------------------------------------ | -------------------------------------------- | ------- | --------- | ---------------- | --------- |
|                                            | San Pablo – La Moneda                        | 08,2 km | 12        | Sep. 1975        | Tunnel    |
| La Moneda – Salvador                       | 03,2 km                                      | 05      | März 1977 | Tunnel           |           |
|                                            | Los Héroes – Franklin                        | 04,9 km | 04        | März 1978        | ebenerdig |
| Franklin – Lo Ovalle                       | 04,8 km                                      | 06      | Dez. 1978 | Tunnel           |           |
|                                            | Salvador – Escuela Militar                   | 04,5 km | 06        | Aug. 1980        | Tunnel    |
|                                            | Los Héroes – Santa Ana                       | 00,7 km | 01        | Juli 1986        | Trog      |
| Santa Ana – Puente Cal y Canto             | 01,0 km                                      | 01      | Sep. 1987 | Trog / Tunnel    |           |
|                                            | Baquedano – Bellavista de La Florida         | 10,3 km | 11        | April 1997       | Viadukt   |
| Baquedano – Santa Ana                      | 02,8 km                                      | 02      | März 2000 | Tunnel           |           |
| Santa Ana – Quinta Normal                  | 02,0 km                                      | 02      | März 2004 | Tunnel           |           |
|                                            | Puente Cal y Canto – Cerro Blanco            | 01,6 km | 02        | Sep. 2004        | Tunnel    |
| Lo Ovalle – La Cisterna                    | 02,1 km                                      | 02      | Dez. 2004 | Tunnel           |           |
|                                            | Bellavista de La Florida – Vicente Valdés    | 01,6 km | 01        | Okt. 2005        | Tunnel    |
|                                            | Vicente Valdés – Plaza de Puente Alto        | 10,9 km | 09        | Okt. 2005        | Viadukt   |
| Tobalaba – Grecia                          | 07,7 km                                      | 08      | Dez. 2005 | Tunnel           |           |
|                                            | Cerro Blanco – Einstein                      | 01,9 km | 02        | Dez. 2005        | Tunnel    |
|                                            | Grecia – Vicente Valdés                      | 06,1 km | 05        | März 2006        | ebenerdig |
|                                            | Vicuña Mackenna – La Cisterna                | 07,7 km | 06        | Juli 2006        | ebenerdig |
|                                            | Einstein – Vespucio Norte                    | 02,4 km | 03        | Dez. 2006        | Tunnel    |
|                                            | San José de La Estrella                      | –       | 01        | Nov. 2009        | ebenerdig |
|                                            | Escuela Militar – Los Domínicos              | 04,0 km | 05        | Jan. 2010        | Tunnel    |
|                                            | Quinta Normal – Pudahuel                     | 06,8 km | 05        | Jan. 2010        | Tunnel    |
| Pudahuel – Plaza de Maipú                  | 08,0 km                                      | 07      | Feb. 2011 | Tunnel / Viadukt |           |
|                                            | Cerrillos – Los Leones                       | 15,3 km | 10        | Nov. 2017        | Tunnel    |
|                                            | Los Libertadores – Fernando Castillo Velasco | 21,7 km | 18        | Jan. 2019        | Tunnel    |
| Los Libertadores – Plaza de Quilicura      | 03,8 km                                      | 03      | Sep. 2023 | Tunnel           |           |
|                                            | La Cisterna – Hospital El Pino               | 05,0 km | 04        | Nov. 2023        | Tunnel    |
|                                            | Cerrillos – Lo Errázuriz                     | 03,0 km | 01        | 2027             | Tunnel    |
| Los Leones – Isidora Goyenechea            | 01,4 km                                      | 01      | 2028      | Tunnel           |           |
|                                            | Brasil – Estoril                             | 24,8 km | 19        | 2028             | Tunnel    |
|                                            | Bío-Bío – Plaza de La Pintana                | 12,2 km | 10        | 2030             | Tunnel    |
|                                            | Chile España – El Peral                      | 14,7 km | 11        | 2032             | Tunnel    |
|                                            | Aeropuerto-Estoril                           | 06,5 km | 02        | 2032             | Tunnel    |
|                                            | Puente Cal y Canto – Bío Bío                 | 05,4 km | 04        | 2032             | Tunnel    |
| Plaza de La Pintana – Plaza de Puente Alto | 09,8 km                                      | 05      | 2033      | Tunnel           |           |
|                                            | Los Leones - Chile España                    | 04,3 km | 03        | 2033             | Tunnel    |
|                                            | Hospital El Carmen – Lo Errázuriz            | 06,4 km | 03        | 2037             | Tunnel    |
|                                            | Del Sol - La Cisterna                        | 010 km  | 07        | 2037             | Tunnel    |

## Transantiago

Metrolinien vor den Lokalzonen des Transantiago mit den Verknüpfungen zwischen Metro- und Buslinien

Linie 5 mit roten und grünen Stationen

Im Februar 2007 wurde ein kombiniertes öffentliches Verkehrssystem bestehend aus Metro und Bussen namens Transantiago in Betrieb genommen. Hauptziel war eine Verbesserung der Verkehrs- und Umweltsituation, indem die vielen kleinen Busse, die auch stark für die Smogbelastung verantwortlich waren, aus dem Verkehr gezogen wurden und durch größere Busse in einem abgestimmten Liniennetz ersetzt wurden. Dabei wurde die Metro als Grundliniennetz betrachtet, zu der Zubringerbuslinien eingerichtet wurden. Außerdem wurde ein einheitlicher Zonentarif eingeführt, um die Benutzung mehrerer Verkehrsmittel zu erleichtern.
Das System startete mit Schwierigkeiten, da zu Beginn zu wenige Busse im Einsatz waren und die Metro chronisch überfüllt war. Die erste Zeit war chaotisch, es kam zu Protesten, das Ansehen der Regierung unter Präsidentin Bachelet sank spürbar und ausschließlich aufgrund des neuen Verkehrssystems. Die Zahl der Metro-Fahrgäste stieg schlagartig von 1,3 auf 2,2 Millionen pro Tag, was eine Stehplatzdichte von 6 Personen/m² zur Folge hatte. In Deutschland gelten im Normalfall 4 Personen/m² als höchster Wert.

## Ausbau und Planungen

Bis 2033 geplantes Streckennetz der Metro de Santiago und der Regionalbahn Metrotren Nos

### Linie 7

Die geplante Linie 7

Der Bau dieser Linie wurde 2017 angekündigt. Sie wird in einem großen Bereich parallel zur Linie 1 verlaufen. Man erwartet, dass es dadurch zu einer Entlastung der Linie 1 kommt. Es entstehen Umsteigemöglichkeiten zu den Linien 1, 2, 3, 5 und 6. Die Inbetriebnahme ist für 2028 vorgesehen.

### Linie 8

Die geplante Linie 8

Die neue Linie 8 wird Providencia mit dem östlichen Teil des Bezirks Puente Alto verbinden und den Gemeinden Ñuñoa, Macul und La Florida zugutekommen, indem sie über die Avenida Los Leones, José Pedro Alessandri, La Florida und Camilo Henriquez führt. Es ist an die Linien 1, 3, 4 und 6 angeschlossen. Der Abschnitt zwischen Chile España und Puente Alto wird voraussichtlich im Jahr 2032 in Betrieb gehen, der Abschnitt zwischen Chile España und Los Leones im Jahr 2033.

### Linie 9

Die geplante Linie 9

Die Linie 9, deren Fertigstellung ebenfalls um 2030 angekündigt ist, wird die Gemeinde La Pintana im Süden des Großraums Santiago mit 200.000 Einwohnern mit dem heutigen Zentrum von Santiago verbinden. Die 17 km lange Strecke wird 13 Haltestellen haben und sechs Gemeinden verbinden. Es bestehen Umsteigemöglichkeiten zu den Linien 1, 3, 4, 4A und 6. Der Abschnitt von La Pintana nach Bio-Bio wird 2030 eröffnet, der Abschnitt zwischen den Bahnhöfen Bio-Bio und Puente Cal y Canto im Jahr 2032 und der Abschnitt zwischen La Pintana und Plaza de Puente Alto im Jahr 2033.

### Zusätzliche Bahnhöfe auf bereits bestehenden Strecken
Auf bereits bestehenden U-Bahn-Strecken sollen zwei neue Bahnhöfe entstehen:
- Libertad auf der Linie 5 zwischen den Stationen Quinta Normal und Cumming
- Echeverría auf der Linie 4A zwischen den Stationen La Cisterna und San Ramón.

## Fahrzeuge
Die durchweg normalspurigen Fahrzeuge der Metro de Santiago werden derzeit mit zwei unterschiedlichen Stromsystemen betrieben. Auf den Linien 1, 2, 4, 4A und 5 verkehren Züge, die mit 750 Volt Gleichstrom über Stromschiene versorgt werden. Die Triebwagen auf den Linien 3 und 6 erhalten den gleichen Strom über Oberleitung. Und es finden zwei unterschiedliche Traktionssysteme Verwendung: auf den Linien 1, 2 und 5 sind U-Bahnen auf Reifen im Einsatz, während auf den Linien 3, 4, 4A und 6 das klassische Rad-Schiene-System verwendet wird.
Die Wartung der Züge erfolgt in speziell für diese Arbeiten eingerichteten Werkstätten auf den Betriebshöfen. Diese umfassen auch die Zugdepots und befinden sich in der Nähe der Stationen Neptuno, Lo Ovalle, Los Libertadores, Las Mercedes, Quilín, Ñuble und Cerrillos. Ein achter Betriebshof wurde 2022 in der Nähe des Bahnhofs Vespucio Norte eröffnet.
Die ersten U-Bahn-Züge, die Baureihe wird als NS-74 bezeichnet, wurden von Alstom Groupe Brissonneau auf Basis der RATP-Baureihe MP 73 der Métro Paris gebaut und trafen 1975 ein. Es wurden bis 1981 insgesamt 49 dieser fünfteiligen Züge beschafft. Im Jahr 1988 wurde aufgrund der Zerstörung eines NS-74-Zuges bei einem Bombenanschlag in der Station Tobalaba am 16. Juni 1986 eine Zugformation aus fünf Wagen, der Typ NS-88, als Ersatz von der Firma Concarril erworben. Mit der Ankündigung des Baues der Linie 5 für die Metro de Santiago 1991 wurde die Anschaffung weiterer Fahrzeuge erforderlich. Dafür wurde ab 1996 der Typ NS-93 von GEC Alstom in Frankreich hergestellt. Bis 2003 wurden insgesamt 34 Triebwagen dieser Baureihe angeschafft, darunter waren neun sechsteilige, fünf siebenteilige und 18 achtteilige.
Für den Betrieb auf der ab 1998 im Bau befindlichen Linie 4 begann Anfang der 2000er Jahre die Beschaffung von dreiteiligen Triebwagen des Typs AS-2002. Dies ist die erste Zuggeneration der U-Bahn in Santiago, die auf Stahlrädern verkehrt. Daher auch die Typbezeichnung AS für Acero Santiago (Stahl Santiago) im Gegensatz zu NS für Neumático Santiago (Reifen Santiago). Die Ziffern bei den Baureihen geben jeweils den Baustart der Serie an. Ausgeliefert wurden die ersten Einheiten in 2004, es wurden bis 2010 insgesamt 60 Züge im brasilianischen Alstom-Werk hergestellt.
In Vorbereitung auf die Einführung von Transantiago wurden im Jahr 2004 zur Verstärkung der Zugflotte weitere drei sieben- und acht achtteilige Züge desselben Herstellers bestellt, die als Baureihe NS-2004 zum Start von Transantiago in 2007 bereit standen. Im selben Jahr vergab Metro S.A. den Auftrag für die Erneuerung der Züge der Linie 1 an das spanische Unternehmen CAF für 250 Millionen US-Dollar. Die 20 neunteiligen Züge des Modells NS-2007 wurden ab November 2009 in Betrieb genommen, um dem Anstieg der Passagierzahlen infolge der Erweiterungen nach Maipú und Las Condes gerecht zu werden. Aufgrund der hohen Passagiernachfrage auf der Linie 4 wurde im selben Jahr beschlossen, weitere 12 Züge der Baureihe AS-2002 zu erwerben und vervollständigte damit eine Gesamtflotte von 72 Zuggarnituren dieses Typs. Beginn des Betriebs der zusätzlichen AS-2002 war 2010.
Im Jahr 2011 führte Metro de Santiago eine Ausschreibung zur Modernisierung der ältesten Baureihe durch. Es sollten die NS-74-Züge grundüberholt werden, um ihre Nutzungsdauer um 20 Jahre zu verlängern. Den Zuschlag für das Projekt erhielt Alstom, der Hersteller dieser Züge. Außerdem erfuhren die Garnituren dieser Baureihe eine Umstrukturierung hinsichtlich ihrer ursprünglichen Formationen. Zu diesem Zweck wurden einige Züge getrennt, um ihre Waggons in andere Einheiten der Flotte einzugliedern, so dass letztlich 35 einsatzbereite Zuggarnituren übrig blieben.
Im Jahr 2012 begann aufgrund der hohen Nachfrage auf der Linie 1 die Anschaffung von 126 Wagen der Baureihe NS-2012, was 14 neunteiligen Zügen entspricht. Diese wurde wie die NS-2007 ebenfalls von CAF hergestellt. Diese neuen, ab 2013 ausgelieferten Wagen sind die ersten, die ab Werk bereits mit einer Klimaanlage ausgestattet waren.
Nach der Ankündigung des Baues der Linien 3 und 6 startete Metro S.A. eine Ausschreibung für den Bau von Rollmaterial für diese Linien. In dem Verfahren erhielt erneut CAF den Zuschlag für den Bau von 37 neuen Zügen. Die Anforderung bestand dieses Mal darin, Wagen mit Klimaanlage und für vollautomatisches Fahren auszustatten. Im Jahr 2016 begannen die vom spanischen Unternehmen gebauten fünfteiligen AS-2014-Züge im Hafen von Valparaíso einzutreffen. Die Auslieferung verlief nicht ohne Probleme, im Mai desselben Jahres wurde eine Zuggarnitur auf dem Schiff, das sie nach Chile transportierte, zerstört. Schließlich traf Anfang 2017 der letzte der 37 Züge im Hafen von San Antonio ein.
Im Jahr 2013 wurde der Einbau von Klimaanlagen in die gesamte Zugflotte der Linie 1 angekündigt. Dieses Projekt sah die Änderung des Lüftungssystems der Züge der Baureihen NS-93 und NS-2007 vor, die auf der Linie verkehren. Das Projekt konnte bis 2016 abgeschlossen werden.
Im selben Jahr wurde das NS-74-Modernisierungsprojekt abgebrochen, weil in den elektrischen Leitungen eingekapseltes Asbest gefunden wurde. Deshalb wurde beschlossen, das Projekt in Form von Neuanschaffungen fortzusetzen. Es sollten 35 siebenteilige Züge mit der Bezeichnung NS-2016 angeschafft werden. Zu diesem Zweck wurde Alstom mit dem Bau beauftragt und nutzte dafür den Neptuno-Betriebshof der Metro de Santiago. Es sind somit die ersten U-Bahn-Triebwagen, die im eigenen Land hergestellt wurden. Die ersten Einheiten dieser Züge gingen im September 2018 in Betrieb und alle Formationen waren bis zum 10. November 2021 auf den Linien 2 und 5 in Betrieb.

### Technische Daten aller Baureihen
| Bild      | Typ     | Hersteller                 | Anzahl    | Wagen- nummern | Einsatzzeit | Wagen   | Länge   | Gewicht | Leistung | LKZ Anm. 1 | Vmax     | Gesamt- plätze |
| --------- | ------- | -------------------------- | --------- | -------------- | ----------- | ------- | ------- | ------- | -------- | ---------- | -------- | -------------- |
|           | NS-74   | Alsthom Groupe Brissonneau | 49        | 3001–3049      | 1975–       | 5       | 082,9 m | 126 t   | 1442 kW  | 11,44      | 080 km/h | 0950           |
| 35 Anm. 2 | NS-74   | Alsthom Groupe Brissonneau | 3001–3035 | 2011–          | 7           | 116,3 m | 175 t   | 1922 kW | 10,98    | 080 km/h   | 1315     |                |
|           | NS-88   | Concarril                  | 1         | 3050           | 1987–2018   | 5       | 081,0 m | 126 t   | 1442 kW  | 11,44      | 090 km/h | 0950           |
|           | NS-93   | GEC-Alsthom                | 9         | 2051–2059      | 1996–       | 6       | 090,3 m | 144 t   | 2400 kW  | 16,67      | 100 km/h | 1145           |
| 5         | NS-93   | GEC-Alsthom                | 2060–2064 | 7              | 1996–       | 105,2 m | 156 t   | 2400 kW | 15,38    | 100 km/h   | 1315     |                |
| 18        | NS-93   | GEC-Alsthom                | 2065–2084 | 8              | 1996–       | 120,0 m | 188 t   | 2700 kW | 14,36    | 100 km/h   | 1400     |                |
|           | AS-2002 | Alstom Brasil              | 72        | 4401–4472      | 2004–       | 3       | 067,3 m | 160 t   | 2400 kW  | 15,00      | 100 km/h | …              |
|           | NS-2004 | Alstom Brasil              | 3         | 2085–2087      | 2007–       | 7       | 115,3 m | 228 t   | 2000 kW  | 08,77      | 080 km/h | 1138           |
| 8         | NS-2004 | Alstom Brasil              | 2088–2095 | 8              | 2007–       | 131,4 m | 261 t   | 2400 kW | 09,20    | 080 km/h   | 1300     |                |
|           | NS-2007 | CAF                        | 20        | 2096–2115      | 2009–       | 9       | 135,7 m | 218 t   | 2500 kW  | 11,47      | 080 km/h | 1494           |
|           | NS-2012 | CAF                        | 14        | 2116–2129      | 2012–       | 9       | 135,7 m | 218 t   | 2500 kW  | 11,47      | 080 km/h | 1494           |
|           | AS-2014 | CAF                        | 41        | 2201–2041      | 2016–       | 5       | 120,0 m | 170 t   | …        | …          | 080 km/h | 1285           |
|           | NS-2016 | Alstom                     | 35        | 2130–2164      | 2018–       | 7       | 121,8 m | 180 t   | 2500 kW  | 13,89      | 080 km/h | 1340           |

### Aktueller Fuhrpark
Im Betriebseinsatz befinden sich derzeit Züge aus acht Baureihen:
| Typ              | Baujahre         | Traktionssystem  | Hersteller                 | Anzahl | Wagen                          | Linien |
| ---------------- | ---------------- | ---------------- | -------------------------- | ------ | ------------------------------ | ------ |
| NS-74            | 1972–1981        | Reifen           | Alsthom Groupe Brissonneau | 24     | fünfteilig                     |        |
| NS-93            | 1996–2003        | Reifen           | GEC Alsthom                | 32     | sechs-, sieben- und achtteilig |        |
| AS-2002          | 2004–2010        | Stahlräder       | Alstom                     | 69     | dreiteilig                     |        |
| NS-2004          | 2006–2007        | Reifen           | Alstom                     | 11     | sieben- und achtteilig         |        |
| NS-2007          | 2009–2010        | Reifen           | CAF                        | 19     | neunteilig                     |        |
| NS-2012          | 2012–2013        | Reifen           | CAF                        | 14     | neunteilig                     |        |
| AS-2014          | 2014–2017        | Stahlräder       | CAF                        | 41     | fünfteilig                     |        |
| NS-2016          | 2017–2021        | Reifen           | Alstom                     | 35     | siebenteilig                   |        |
| Stand: Nov. 2021 | Stand: Nov. 2021 | Stand: Nov. 2021 | Stand: Nov. 2021           | 245    |                                |        |

## Betrieb

### Betriebszeiten
Die Metro de Santiago verkehrt montags bis samstags von 6 bis 23 Uhr und sonntags von 8 bis 23 Uhr.

### Fahrkarten
Eine Fahrt kostet während der Hauptverkehrszeit (hora alta) mit der Einzelkarte (Boleto Unitario) 740 CLP und in der übrigen Zeit 660 (hora valle) bzw. frühmorgens und spätabends (hora baja, Tarif Rebajado) 610 CLP (Stand März 2016). Seit dem 10. Februar 2007 gibt es ein neues Mehrfahrkarten-System, was sowohl in den Bussen als auch in der Metro gilt (Transantiago). Bezahlt wird nun mit der tarjeta BIP. Diese wird an das Lesegerät der Bahnsteigsperre gehalten und der Fahrpreis automatisch abgebucht. Einzelfahrscheine werden gleich eingezogen. Der aktuelle Tarif wird durch ein beleuchtetes Schild angezeigt.
Tageskarten o. ä. gibt es nicht, allerdings ist es im Bereich von Transantiago möglich, die Transportmittel innerhalb von 120 Minuten bis zu zwei Mal zu wechseln.
Lediglich für Schüler und Studenten chilenischer Einrichtungen gilt ein ermäßigter Tarif von 210 CLP, den Senioren mit einigen Einschränkungen auch nutzen können.
Mit Stand Oktober 2019 beträgt der Fahrpreis 800 CLP. Nachdem der Fahrpreis auf 830 CLP erhöht worden ist, kam es zu Protesten in Chile und die Fahrpreiserhöhung wurde von Chiles Präsident Sebastián Piñera noch im Oktober 2019 wieder zurückgenommen. Der Betrieb musste flächendeckend eingestellt werden.

### Betriebliche Besonderheiten
Aufgrund der hohen Belastung der Strecken und der mit zwei Minuten bereits ausgereizten Zugfolgezeit wurde im November 2008 in der Hauptverkehrszeit ein Express-System eingeführt, in dem die Züge alternierend halten. Sie fahren dabei an ungefähr jeder zweiten Station durch. Die mit rot gekennzeichneten Züge halten an den rot gekennzeichneten Stationen, die grünen Züge halten dementsprechend an den grünen Stationen. An Umsteigestationen halten beide Zugarten. Durch diese Maßnahme können mehr Züge eingesetzt werden. Das Express-System wird derzeit auf den Linien 2, 4 und 5 angewendet.

Linie 2 mit roten und grünen Stationen

Linie 4 mit roten und grünen Stationen
